# 楊英偉
楊英偉（英語：Samson Yeung Ying Wai，1962年5月11日—），香港男演員，前香港電視網絡、無綫電視藝員、香港電台第五台節目主持人。憑著《真情》飾演的林木川（木村）而為人所熟悉。2020年底舉家移民維也納。

## 背景

### 早年生活
楊英偉早年在九龍城區土瓜灣美景樓及定安大廈成長，有一名胞兄。父親是天祥洋行汽車零件銷售員，母親是一名補習教師；祖父是前香港中區消防隊區長。楊曾就讀九龍城區街坊福利會小學（1974年下午校畢業）以及華英中學（1979年中五）。
年少時不懂正確表達想法的父母經常互相吵罵。雖然能維持家庭關係，但令楊英偉的兄長心理上深受影響，以致楊英偉與他現在較少聯絡。楊英偉自小學二年級起已經能夠過目不忘，因此考獲全級第一的成績。當時，他不但沒有得到父母讚賞，反而被對方嫌棄和責備，因此令楊英偉一度想放棄讀書，幸而他在中三時成為基督教徒，加上自己生性樂觀，所以可以捱過不快的成長經歷。中學時期的他曾到紅燈山用羽毛球拍捉蜻蜓。他在1980年中學畢業後先報讀香港浸會學院（現香港浸會大學持續教育學院）基礎課程（1980年至1982年；相當於中六及中七預科課程），再修讀該學院的中文系文憑（1982年至1985年；同屆同學有前香港立法會議員鄭家富），在香港中學會考中考獲兩個B級成績，包括中文和中國歷史科。
於1979年至1980年於九龍塘學校（中學部）重讀中五之際，他到旺角警署提交表格申請入讀皇家香港警察少年訓練學校。警員看其出身的學校為名校，便告知楊英偉將會在他十七歲時寄通知書予他，通知他直接到香港警察學院受訓。最終，楊英偉放棄當警察的念頭。
他在香港演藝學院就學期間學習過馬術（至第二階段），獲得雙人賽冠軍且考獲英國馬術協會二級考試證書。又成為大學游泳校隊成員，兼職當游水教練。而他就讀香港浸會學院中文系時獲林超榮介紹，每逢星期日在香港電台報導交通消息，為時三年。當他大學畢業後，李鑾輝曾問及他會否轉為全職播音員。結果他伙拍丁羽等人於香港電台電視部主持了六年兒童節目《點蟲蟲》，後來也於香港電台第五台與鍾偉明一同主持《香江暖流》三年。

### 入行與發展
楊英偉大學畢業前與林超榮及李贊祥接手香港浸會學院的劇社，籌備兼參演舞台劇。同時受香港話劇團的演出劇目《喬峰》影響而在1985年，即大學畢業之年進入香港演藝學院修讀戲劇，是香港演藝學院1988年第一屆畢業生；同屆同學有藝人張達明和黃秋生。楊英偉不久加入香港話劇團，任全職話劇演員，為期六年。曾演出過《俏紅娘》、《遍地芳菲》、《無事生非》、《牢窗內外》、《橫衝直撞偷錯情》、《黑夜衝激》、《審判》、《影子盒》等話劇。擔任話劇演員期間，他獲寶禾影業的後期製作職絡員林安兒穿針引線下為電影配音。與此同時身兼一份跟車工人/工廠工人和小丑兼職工作。在1996年至1997年，聖羅撒書院聘請他當中學中文科和中史科教師。他教了8個月後獲朋友介紹到有線電視婦女台應徵電視節目主持。當他接受第二次面試後決定在演藝界發展，最後轉當兩年《婦女guide》節目主持。由於有線電視在國外輸官司，計劃裁減人手。適逢春天舞台成立，正籌備/演出《我和春天有個約會》（100場）和《南海十三郎》（70場）。他便參與其中至1997年5月合約完結，並到歐洲旅遊。及後蘇玉華告訴他，他在舞台劇的表現被無綫電視的高層曾勵珍賞識，打算簽他為電視台旗下藝人。
楊英偉在1997年加入無綫電視，於1998年加入《真情》劇組並演出的「林木川（木村）」一角為人所認識。這是他入行以來首部電視劇作品。劇組原來已計劃好讓張兆輝飾演「林木川」，惟張氏因視網膜脫落而辭演。楊英偉其後在劇集中大多都以配角身份出場，多數飾演老闆、前夫、職員等角色。在無綫電視服務十餘年，演出不少連續劇，在《智勇新警界》、《大唐雙龍傳》、《愛情全保》等均有不俗的演出。楊英偉於2000年代前後已經建立製作公司，為不同大品牌及商場製作宣傳活動；其中一個負責過的項目是歐米茄鐘錶150周年晚宴。
入行前，他曾教授劍擊，亦懂得迷蹤羅漢拳和表演魔術，是「舞戲製作有限公司」創辦人。2013年9月約滿無綫電視後轉投香港電視網絡（早於2011年已洽談簽約之事），並被梁家權邀請加入D100主持《為食麻甩騷》（2013年至2017年），結束與無綫電視16年之賓主關係。然而，香港電視網絡未獲發出廣播牌照，令他被迫轉型為多元化藝人。現時他已恢復自由身，於2018年ViuTV電視劇《身後事務所》中亮相。除此之外，他在1996年到南華會考獲香港業餘劍擊總會花劍及軍刀的一級及二級教練資格，可以開班授課。亦是彈床銀章教練與合資格的救生員。
楊英偉亦曾為「咪嚤劇團」主席及製作總監。該親子劇團於2012年由他與友人創立，主要推廣親子教育。
2020年底，楊英偉舉家移居維也納生活。

## 演出作品
*以下列表只記錄楊英偉演出過的影視作品，若有遺漏，請協助補充相關資料。

### 電視劇（無綫電視）
| 首播   | 節目名稱           | 角色                    | 備註        |
| 1997年 | 鑑證實錄           | 盧瑞昭                  |             |
| 1998年 | 外父唔怕做         | Kelvin                  |             |
| 1998年 | 難兄難弟之神探李奇 | 小室先生                |             |
| 1998年 | 真情               | 林木川                  |             |
| 1999年 | 刑事偵緝檔案IV     | 程柏                    |             |
| 1999年 | 狀王宋世傑(貳)     | 勝千場                  |             |
| 2000年 | 創世紀II天地有情   | 律師                    | 第101集     |
| 2000年 | 男親女愛           | 蕭先生                  | 第86-87集   |
| 2001年 | FM701              | 李明智                  |             |
| 2001年 | 美麗人生           | Eric                    |             |
| 2001年 | 皆大歡喜           | 藍有（張去強）          |             |
| 2002年 | 騎呢大狀           | 林興                    |             |
| 2002年 | 法網伊人           | 趙武威                  | 第10-13集   |
| 2003年 | 洗冤錄II           | 阿吉                    | 第1集       |
| 2003年 | 智勇新警界         | 圍村村民                |             |
| 2003年 | 金牌冰人           | 原天霸                  |             |
| 2003年 | 十萬噸情緣         | 伍頌景                  |             |
| 2003年 | 戀愛自由式         | 汪可強                  |             |
| 2004年 | 俗世情真           | 孫文海                  |             |
| 2004年 | 大唐雙龍傳         | 宋師道                  |             |
| 2004年 | 楚漢驕雄           | 殷通                    |             |
| 2005年 | 阿旺新傳           | Richard                 |             |
| 2005年 | 學警雄心           | 鄭森                    |             |
| 2005年 | 奪命真夫           | 何惠康                  |             |
| 2005年 | 識法代言人         | 羅宗耀                  |             |
| 2006年 | 人生馬戲團         | 姚國權                  |             |
| 2006年 | 愛情全保           | 楊啟藩                  |             |
| 2006年 | 法證先鋒           | 何永章                  |             |
| 2006年 | 鳳凰四重奏         | 爾克 馬虎之上司 Vincent |             |
| 2006年 | 東方之珠           | 程俊                    |             |
| 2006年 | 高朋滿座           | 丁文強                  |             |
| 2007年 | 我外母唔係人       | 洋行員工                |             |
| 2007年 | 天機算             | 黎公公                  |             |
| 2007年 | 亂世佳人           | 蔣文軒                  |             |
| 2007年 | 同事三分親         | 黃國立                  |             |
| 2007年 | 律政新人王II       | 李啟賢                  |             |
| 2008年 | 秀才愛上兵         | 岑大智                  |             |
| 2008年 | 溏心風暴之家好月圓 | 謝律師                  |             |
| 2008年 | 與敵同行           | 趙家杰                  |             |
| 2008年 | 珠光寶氣           | 高長勝律師              |             |
| 2009年 | 幕後大老爺         | 左不平                  |             |
| 2009年 | 巾幗梟雄           | 參將                    |             |
| 2009年 | ID精英             | 周耀光                  |             |
| 2009年 | 富貴門             | 沙富來律師              |             |
| 2009年 | 美麗高解像         | 楊柏業                  |             |
| 2009年 | 老友狗狗           | Dr. Kenny               |             |
| 2010年 | 老公萬歲           | 毛實權                  |             |
| 2010年 | 秋香怒點唐伯虎     | 徐萬壽                  | 第4、5及6集 |
| 2010年 | 鐵馬尋橋           | 譚副局長                |             |
| 2010年 | 搜下留情           | 良                      |             |
| 2010年 | 談情說案           | 戚Sir                   |             |
| 2010年 | 女人最痛           | 沙遠標                  |             |
| 2010年 | 巾幗梟雄之義海豪情 | 蔡興                    |             |
| 2010年 | 刑警               | 黑仔                    |             |
| 2010年 | 公主嫁到           | 雜戲人                  | 第6及7集    |
| 2011年 | 隔離七日情         | 老闆                    |             |
| 2011年 | 點解阿Sir係阿Sir   | 毛孝廉                  |             |
| 2011年 | 洪武三十二         | 張玉                    |             |
| 2011年 | 花花世界花家姐     | 人事部經理              |             |
| 2011年 | 怒火街頭           | Henry                   |             |
| 2011年 | 真相               | 袁浩康                  |             |
| 2011年 | 不速之約           | 藥廠總裁                |             |
| 2011年 | 誰家灶頭無煙火     | 楊醫生                  |             |
| 2011年 | 九江十二坊         | 羅老闆                  |             |
| 2011年 | 結·分@謊情式       | 江                      |             |
| 2011年 | 我的如意狼君       | 陳隊長                  |             |
| 2012年 | On Call 36小時     | 醫院經理                |             |
| 2012年 | 心戰               | 曾立志                  |             |
| 2012年 | 愛·回家 (第一輯)   | 周律師                  |             |
| 2012年 | 衝呀！瘦薪兵團     | 李遇春                  |             |
| 2012年 | 護花危情           | 榮                      |             |
| 2012年 | 回到三國           | 黃蓋                    | 第23-25集   |
| 2012年 | 巴不得媽媽...      | 馮恨晚（青年）          |             |
| 2012年 | 肥婆奶奶扭計媳     | 章軍                    |             |
| 2012年 | 天梯               | 校長                    |             |
| 2012年 | 名媛望族           | 別墅管家                |             |
| 2012年 | 法網狙擊           | 郭正                    |             |
| 2013年 | 初五啟市錄         | 陶定國                  |             |
| 2013年 | 戀愛季節           | 何必威                  |             |
| 2013年 | 女警愛作戰         | PTU教官                 |             |
| 2013年 | 神探高倫布         | 註冊官                  | 第8集       |
| 2013年 | 師父·明白了        | 西爺                    |             |
| 2013年 | 巨輪               | 胡耀基                  |             |

### 電視劇（香港電視網絡）
| 首播   | 節目名稱 | 角色       | 備註 |
| 2014年 | 選戰     | 江日東     |      |
| 2015年 | 末日+5   | 政務司司長 |      |

### 電視劇（港台電視31）
| 首播   | 節目名稱   | 角色   | 備註 |
| 2019年 | 萬輻瑪利亞 | 賴鑑泉 |      |

### 電視劇（ViuTV）
| 首播   | 節目名稱   | 角色   | 備註                    |
| 2017年 | 賤民20     | John   | 第5、8、9、14、17、18集 |
| 2018年 | 身後事務所 | Dr Liu | 第7至8集                |
| 2019年 | 假設性無罪 | 林忠祥 | 第2,3,8,15集            |
| 2020年 | 打天下     | 莊惠父 | 第1至2、4、20集         |
| 2020年 | 暖男爸爸   | John   | 第7、8、19集            |
| 2022年 | IT狗       | 喬山河 | 第13集                  |

### 節目演出/嘉賓
- 1998年：無綫超經典要賽（無綫電視、第4集）
- 2002年：智在必得（無綫電視、第71集）
- 2005年：有招出招（無綫電視、第1集）
- 2016年：晚吹 - No Money No Talk（ViuTV）
- 2018年：八福臨門7（創世電視）
- 2021年：調查男女（ViuTV）

### 節目主持
- 2020年：萬眾同心齊抗炎（創世電視）
- 2020年：萬眾同心再抗炎（創世電視）

### 電影
- 1991年：《Yes一族》
- 1994年：《我和春天有個約會》 飾 Donny
- 1997年：《南海十三郎》 飾 新靚就
- 1998年：《龍在江湖》 飾 韋吉祥辯護律師
- 2001年：《別戀》 飾 楊過
- 2010年：《72家租客》 飾 警察
- 2014年：《竊聽風雲3》 飾 明哥
- 2015年：《男極探射燈》
- 2016年：《寒戰II》 飾 立法會議員
- 2018年：《3個綁匪7條心》
- 2019年：《朝花夕拾芳華絕代 拾芳》

### 其他演出
- 年份待考：食通天（有線電視）
- 2015年：監警有道 - 誰辨忠奸 飾 張有富（香港電台，第2集）
- 2017年：反斗英語2017 - 導遊香港 飾 成哥（香港電台，第5集）
- 2018年：運輸背後 - 一路平安 飾 小巴司機（香港電台）

### 話劇/舞台劇
- 1990年代：笑傲江湖 飾 令狐沖
- 1990年代：撞板風流
- 1994年：南海十三郎 飾 講古五人組／新靚就
- 1994年：我和春天有個約會 飾 Donny
- 2013年：怪獸國王灰姑娘 飾 怪獸國王
- 2014年：魔法國王灰姑娘 飾 魔法國王
- 2014年：小小白雪公主反轉再反轉 飾 駿馬王子
- 2015年：小白雪勇闖動漫城 飾 駿馬王子
- 2015年：祠堂告急 飾 駱善棠
- 2015年：折翼天使
- 2017年：人人都係小飛俠 飾 鐵鈎船長
- 2017年：魔法國王之扭波兒歌大放送 飾 魔法國王
- 2017年：小城風光
- 2017年：藝海唐生 飾 馮志芬
- 2019年：但願人長久[9]

### 電台節目
- 《點蟲蟲》（香港電台）
- 《香江暖流》（香港電台）
- 《婦女guide》（有線電視婦女台）
- 《爸爸媽媽你好嗎》（新城知訊台）
- 《為食麻甩騷》（D100香港台）
- 《得番把口》（D100香港台）

## 音樂錄像
- 2006年：側田《感動》

## 廣告
- 198x年：消費者委員會(消費者有權知,問多D係醒D)
- 1990年：愛滋病（旅遊人士）
- 1995年：有線電視新聞台（醫生）
- 2016年：漁情寄海 Fish and Season（F&S） HK

## 其他
- 2016年：《100毛》第179期 封面專題〈SMAP解散の真情回憶〉

## 外部連結
- 楊英偉的Facebook專頁